# Saúl Berjón
Saúl Berjón Pérez (Oviedo, Asturias, España, 24 de mayo de 1986) es un exfutbolista español. En su última temporada, jugó como delantero y se retiró en el Burgos C. F. de la Segunda División de España. Es primo del también futbolista Adrián Colunga.

## Trayectoria
Formado en la cantera del C. D. Covadonga, pasó en edad cadete a formar parte de las categorías inferiores del Real Oviedo. Posteriormente, militó en el Berrón C. F., el C. D. Lealtad, el U. P. Langreo y la U. D. Pájaras Playas de Jandía antes de dar el salto al fútbol profesional. 
Primero lo hizo en la U. D. Las Palmas y, posteriormente, en el F. C. Barcelona "B" y la A. D. Alcorcón. Su siguiente equipo fue el Real Murcia C. F. donde militó hasta 2014 marcando 6 goles cada temporada. 
El 26 de agosto de 2014 fichó por la S. D. Eibar, recién ascendido a la Primera División de España. El 4 de octubre marcó su primer gol en Primera División con una volea por la escuadra para darle un punto al Eibar ante el Levante U. D. (3-3). En la primera parte de la temporada se convirtió en uno de los pilares de un equipo que se situó octavo en la tabla, gracias a sus 2 goles y a sus 6 asistencias. Sin embargo, en la segunda vuelta no se repitieron los mismos resultados y el equipo acabó perdiendo la categoría tras sumar 7 puntos en los últimos 20 partidos. Terminó la temporada con 3 goles y 8 asistencias. Sin embargo, días después, la LFP descendió al Elche C. F. por impagos y problemas económicos, y el Eibar ocupó su plaza, regresando así a Primera. Con el conjunto armero jugó 30 partidos en su primera campaña y marcó 3 goles. 
En la temporada 2015-16 tuvo menos minutos, pero hizo 4 dianas en la máxima categoría. Al término de la misma deja el Eibar para fichar por los Pumas de la UNAM de cara al Apertura 2016 de la Liga MX.
El 28 de diciembre de 2016 se anunció su fichaje por el Real Oviedo de la Segunda División de España. Durante cuatro campañas formaría parte de la plantilla del conjunto ovetense, en la que su mejor temporada sería la temporada 17-18 con 6 goles en 40 partidos. 
Tras finalizar la temporada 2019-20 salió del club carbayón incrementando sus números de una trayectoria deportiva en la que había jugado 63 partidos en Primera División y 315 en Segunda.
El 15 de septiembre de 2020 firmó por el Burgos C. F. de la Segunda División B de España. En la temporada 2020-21 consiguió el ascenso con el Burgos siendo el autor del gol que significó la victoria ante el Bilbao Athletic en la prórroga de la final del playoff de ascenso. En enero de 2023 dejó el club burgalés.

## Clubes
Actualizado el 22 de diciembre de 2022.
| Berrón C. F. · España                                                                         |               |               |     |    |    |    |     |    |
| 3.ª                                                                                           | 2004-05       | 6             | 1   | —  | —  | 6  | 1   |    |
| Total club                                                                                    | Total club    | 6             | 1   | 0  | 0  | 6  | 1   |    |
| C. D. Lealtad · España                                                                        |               |               |     |    |    |    |     |    |
| 3.ª                                                                                           | 2005-06       | 34            | 12  | —  | —  | 34 | 12  |    |
| Total club                                                                                    | Total club    | 34            | 12  | 0  | 0  | 34 | 12  |    |
| U. P. Langreo · España                                                                        |               |               |     |    |    |    |     |    |
| 3.ª                                                                                           | 2006-07       | 38            | 7   | —  | —  | 38 | 7   |    |
| Total club                                                                                    | Total club    | 38            | 7   | 0  | 0  | 38 | 7   |    |
| U. D. Pájara · España                                                                         |               |               |     |    |    |    |     |    |
| 2ª B                                                                                          | 2007-08       | 37            | 10  | —  | —  | 37 | 10  |    |
| Total club                                                                                    | Total club    | 37            | 10  | 0  | 0  | 37 | 10  |    |
| U. D. Las Palmas · España                                                                     |               |               |     |    |    |    |     |    |
| 2.ª                                                                                           | 2008-09       | 36            | 5   | 1  | 0  | 37 | 5   |    |
| 2.ª                                                                                           | 2009-10       | 28            | 3   | 1  | 0  | 29 | 3   |    |
| Total club                                                                                    | Total club    | 64            | 8   | 2  | 0  | 66 | 8   |    |
| F. C. Barcelona B · España                                                                    |               |               |     |    |    |    |     |    |
| 2.ª                                                                                           | 2010-11       | 26            | 3   | —  | —  | 26 | 3   |    |
| Total club                                                                                    | Total club    | 26            | 3   | 0  | 0  | 26 | 3   |    |
| A. D. Alcorcón · España                                                                       |               |               |     |    |    |    |     |    |
| 2.ª                                                                                           | 2011-12       | 39            | 4   | 5  | 0  | 44 | 4   |    |
| Total club                                                                                    | Total club    | 39            | 4   | 5  | 0  | 44 | 4   |    |
| Real Murcia C. F. · España                                                                    |               |               |     |    |    |    |     |    |
| 2.ª                                                                                           | 2012-13       | 35            | 6   | 1  | 0  | 36 | 5   |    |
| 2.ª                                                                                           | 2013-14       | 43            | 6   | 1  | 0  | 44 | 5   |    |
| Total club                                                                                    | Total club    | 78            | 12  | 2  | 0  | 80 | 12  |    |
| S. D. Eibar · España                                                                          |               |               |     |    |    |    |     |    |
| 1.ª                                                                                           | 2014-15       | 34            | 3   | 0  | 0  | 34 | 3   |    |
| 1.ª                                                                                           | 2015-16       | 29            | 4   | 2  | 1  | 31 | 5   |    |
| Total club                                                                                    | Total club    | 63            | 7   | 2  | 1  | 65 | 8   |    |
| Pumas de la UNAM · México                                                                     |               |               |     |    |    |    |     |    |
| Liga MX                                                                                       | 2016          | 7             | 0   | —  | —  | 7  | 4   |    |
| Total club                                                                                    | Total club    | 7             | 0   | 0  | 0  | 7  | 4   |    |
| Real Oviedo · España                                                                          |               |               |     |    |    |    |     |    |
| 2.ª                                                                                           | 2016-17       | 22            | 1   | 0  | 0  | 22 | 1   |    |
| 2.ª                                                                                           | 2017-18       | 40            | 7   | —  | —  | 40 | 7   |    |
| 2.ª                                                                                           | 2018-19       | 28            | 4   | 0  | 0  | 28 | 4   |    |
| 2.ª                                                                                           | 2019-20       | 24            | 0   | 0  | 0  | 24 | 0   |    |
| Total club                                                                                    | Total club    | 90            | 12  | 0  | 0  | 90 | 12  |    |
| Burgos CF · España                                                                            | 2ª B          | 2020-21       | 24  | 3  | 2  | 1  | 26  | 4  |
| Burgos CF · España                                                                            | 2.ª           | 2021-22       | 31  | 0  | 0  | 0  | 31  | 0  |
| Burgos CF · España                                                                            | 2.ª           | 2022-23       | 8   | 0  | 2  | 0  | 10  | 0  |
| Burgos CF · España                                                                            | Total club    | Total club    | 63  | 3  | 4  | 1  | 67  | 4  |
| Total carrera                                                                                 | Total carrera | Total carrera | 506 | 76 | 15 | 2  | 521 | 78 |
| (1) Incluye datos de play-off de ascenso / permanencia. (2) Incluye datos de la Copa del Rey. |               |               |     |    |    |    |     |    |

- Fuente: bdfutbol.com y Fichajes.com.